# 토고의 행정 구역

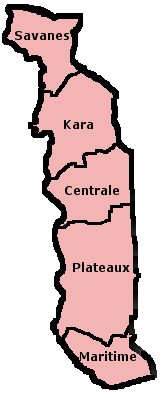
토고의 행정 구역

토고는 5개 주로 구성되어 있다.
- 중앙주 (소코데)
- 카라주 (카라)
- 마리팀주 (로메)
- 플라토주 (아타크파메)
- 사반주 (다파옹)

## 같이 보기
- ISO 3166-2:TG